# Norlin 37
Norlin 37 är en segelbåt konstruerad av Peter Norlin.
Norlin 37 var en utveckling av tidigare båtar av Peter Norlin, och som innehöll det koncept som skulle bli tongivande för de flesta av hans framtida båtar, inte minst inom Albin-familjen, men linjerna känns också väl igen hos Sweden Yacht 370 m.fl Konceptet innehöll ett ganska stort deplacement, med ett djupt skrov, som möjliggjorde den den rymliga ruffen och utseendet ovan vattnet. Norlin 37 fick genomgående positiva omdömen för sina seglingsegenskaper och design i såväl svenska som europeiska båtmagasin och blev ett jämförelseobjekt i storleksklassen under årtionden.
Peter Norlin har själv sagt följande om sin 37a.
"När jag konstruerade 37:an var tanken att få fram en lättdriven, snabb Entonnare, en så stor båt var även möjlig att göra komfortabel och rymlig, men framför allt vacker och harmonisk i linjerna."
"Båten seglar bra, balansen är perfekt och en hård kryss ar en upplevelse i 37:an. Båten har en relativt stor kölvikt, i förhållande till deplacement. Detta gör att båten blir styv och bär mycket segel."
"Norlin 37:an har en rad topplaceringar på både Gotland runt och Skaw race, det vittnar om bra seglingsegenskaper."
"På många sätt favoriserande tidigare lOR konstruktioner komfort, regeln straffade inte båtar med djupt lateralplan och relativt stor ballast. Detta är faktorer som har stor betydelse för hur båten möter sjöarna, eller med andra ord komfort."
Norlin 37 har under åren tillverkats av flera olika båtbyggare och skiljer sig därför åt på flera sätt. Båten började byggas vid Vikens Varv 1974. Från 1982 togs tillverkningen över av Helsingborgs båtbyggeri. Ett drygt hundratal (126) båtar byggdes med olika utrustningsnivåer och inredning.